# Kramarov (cráter)
Kramarov es un pequeño cráter de impacto que se encuentra en la cara oculta de la Luna, justo más allá del terminador occidental, en el borde más lejano de la región que se pone a la vista durante libraciones favorables. El cráter está situado en la parte norte de los Montes Cordillera, el anillo exterior de las montañas que rodean el Mare Orientale.
Antes de ser nombrado por la UAI, en el pasado este cráter fue designado como Lents K, un cráter satélite de Lents, que se encuentra al noroeste. Justo al sureste aparece otro cráter satélite, Lents J. Kramarov es un cráter circular con forma de cuenco, situado en medio de una región de terreno accidentado. Las paredes interiores descienden hasta una amplia plataforma interior que ocupa aproximadamente dos tercios del diámetro total del cráter. Se trata de una formación que ha sufrido poca erosión y que carece de características de interés particular.